# Notiophygus consanguineus
Notiophygus consanguineus là một loài bọ cánh cứng trong họ Discolomatidae. Loài này được John miêu tả khoa học năm 1935.